# 北海道道134号本別士幌線
北海道道134号本別士幌線（ほっかいどうどう134ごう ほんべつしほろせん）は、北海道本別町と士幌町を結ぶ北海道道（主要地方道）である。

## 概要

### 路線データ
- 起点：北海道中川郡本別町勇足元町（国道242号交点）
- 終点：北海道河東郡士幌町中音更基線（国道274号・北海道道337号上士幌士幌音更線交点）
- 総延長：33.7 km

## 歴史
以前は主要道道本別新得線（路線番号35）に含まれていた。一部区間が国道274号に昇格したのち、路線を再編して現在の形になった。
- 1993年（平成5年）5月11日 - 建設省から、道道本別新得線の一部が本別士幌線として主要地方道に指定される[1]。
- 1994年（平成6年）
  - 4月1日 - 1097号として路線認定[2]。
  - 10月1日 - 路線番号を134号に変更[3]。
- 2010年（平成22年）3月30日 - 新ルート開通。
- 2017年（平成29年）4月1日 - 国道274号の旧ルートを編入して終点の位置を変更。

## 路線状況

### 重複区間
- 北海道道316号上士幌音更線：士幌町士幌東8線 - 士幌町士幌東7線

### 道の駅
- 道の駅しほろ温泉

## 地理

### 通過する自治体
- 十勝総合振興局
  - 中川郡本別町
  - 河東郡士幌町

### 沿線にある施設など
本別町
- 国道242号 - 勇足元町（起点）
- 北海道道659号勇足停車場線 - 勇足元町（起点）
- 北海道道499号勇足本別停車場線 - 西勇足
- 北海道道660号居辺本別線 - 西勇足

士幌町
- 北海道道496号下居辺高島停車場線 - 下居辺西2線
- 北海道道316号上士幌音更線 - 士幌東8線、士幌東7線
- 国道241号 - 士幌東1線
- 北海道道417号士幌停車場線 - 士幌仲通交差点
- 北海道道1144号士幌上士幌線 - 士幌仲通交差点
- 北海道道661号士幌然別湖線 - 中音更西1線
- 国道274号 - 中音更（終点）
- 北海道道337号上士幌士幌音更線 - 中音更（終点）